# Maika Monroe
Maika Monroe geboren als Dillon Monroe Buckley (Santa Barbara, 29 mei 1993) is een Amerikaanse actrice en professioneel kitesurfer.

## Carrière
Monroe maakte haar acteerdebuut in 2012 met de film At Any Price met Dennis Quaid in de hoofdrol. In 2014 was It Follows haar eerste film waarin ze de hoofdrol vertolkte. In 2016 speelde ze samen met Liam Hemsworth in de vervolgfilm  Independence Day: Resurgence. Met de film It Follows won ze twee prijzen, een breakthrough performer op het Hamptons International Film Festival (2015) en een Chainsaw Award voor beste actrice op de Fangoria Chainsaw Awards (2016). Met Independence Day: Resurgence won ze samen met de cast een CinemaCon Award voor Ensemble of the Universe op de CinemaCon (2016).

## Filmografie
- 2012: At Any Price als Cadence Farrow
- 2012: Bad Blood... the Hunger als Maika
- 2013: The Bling Ring als Beach Girl
- 2013: Labor Day als Mandy
- 2014: The Guest als Anna Peterson
- 2014: It Follows als Jay Height
- 2015: Echoes of War als Abigail Riley
- 2016: The 5th Wave als Ringer
- 2016: Independence Day: Resurgence als Patricia Whitmore
- 2017: Bokeh als Jenai
- 2017: Hot Summer Nights als McKayla
- 2017: The Scent of Rain & Lightning als Jody Linder
- 2017: Mark Felt: The Man Who Brought Down the White House als Joan Felt
- 2017: I'm Not Here als Karen
- 2017: The Tribes of Palos Verdes als Medina Mason
- 2018: After Everything als Mia
- 2018: Tau als Julia
- 2018: Greta als Erica Penn
- 2019: Honey Boy als Sandra
- 2019: Villains als Jules
- 2020: Brothers by Blood als Grace
- 2020: Flashback als Cindy Williams
- 2022: Watcher als Julia
- 2022: Significant Other als Ruth Miller
- 2023: God Is a Bullet als Case Hardin
- 2024: Longlegs als Lee Harker